# Rivolta dello sceicco Ubeydullah
La rivolta dello sceicco Ubeydullah si riferisce a una ribellione curda contro l'Impero ottomano nel 1879 e contro i persiani (Iran dei Qajar) tra il 1880-1881. Entrambe le rivolte furono guidate dallo sceicco Ubeydullah, il capo della famiglia Semdinan della confraternita Naqshbandiyya che rivendicava la discendenza da Maometto attraverso sua figlia Fatima. La famiglia aveva pertanto una notevole influenza, disponeva di grandi quantità di donazioni, possedeva diversi villaggi nella regione e molti capi tribali curdi erano tra i suoi devoti seguaci. La causa iniziale delle rivolte fu l'esito della guerra russo-turca del 1877-78 e del Trattato di Berlino che concesse agli armeni cristiani e ai nestoriani notevoli diritti e autonomia, ai quali non era d'accordo. Lo sceicco Ubeydullah riuscì per un breve periodo a unificare le aree curde comprese fra il lago Urmia e il lago Van.

## Rivolta contro l'Impero ottomano
La possibilità di una prima rivolta contro l'Impero ottomano fu data quando la tribù Herki ebbe una disputa con il caimacam di Yüksekova nel 1879. Lo sceicco Ubeydullah inviò messaggeri a diversi capi curdi per ottenere il loro sostegno e le loro truppe per una rivolta contro l'Impero ottomano. Riuscì a raccogliere un piccolo contingente di novecento uomini della tribù che era guidato da suo figlio Abdulkadir Ubeydullah su Amadiya. Gli ottomani tuttavia furono informati da un capo curdo rivale prima della rivolta, e schierarono quindi le truppe anche ad Amadya. La rivolta fallì e fu rapidamente repressa dagli ottomani. I capi curdi non erano affidabili come sperava lo sceicco Ubeydullah e preferivano espandere le proprie aree di influenza con incursioni. Anche lo sceicco Ubeydullah cambiò poi idea e rassicurò al Sultano la sua lealtà. Gli ottomani reagirono con molto piacere allo sceicco, tolsero il caimacam di Yüksekova e lo incoraggiarono molto cordialmente a trovare un accordo con le autorità ottomane locali.

## Rivolta contro i Persiani

### Preparativi
Poiché allora Ubeydullah stava preparando una rivolta contro l'Impero persiano, poteva contare sull'appoggio degli ottomani. Le truppe fedeli allo sceicco Ubeydullah erano ancora in possesso delle armi ricevute dagli ottomani durante la guerra russo-turca. Anche lo sceicco Ubeydullah ricevette per un po' il sostegno dei cristiani nestoriani nel momento che presentava la sua rivolta come un mezzo per difendere la popolazione locale dalle incursioni di altre tribù curde, che né l'impero ottomano né i persiani potevano o volevano impedire. Nel settembre 1880, scrisse al missionario Joseph Cochrane, ed elaborò ciò che l'Impero dei Qajar faceva contro i curdi. Nell'agosto 1880, in una riunione di circa 220 capi tribali curdi, fu presa la decisione per la rivolta. Le forze dello sceicco Ubeydullah erano ben equipaggiate e avevano una grande quantità di fucili Martini a retrocarica.

### Rivolta
80 000 uomini caricarono contro i Persiani e la rivolta fu inizialmente un successo. Le sue forze furono schierate in tre diverse fronti. Il primo diretto a Mahabad era guidato da suo figlio Abdulkadi Ubeydullah, il secondo che con a capo Marageh era guidato da un altro figlio dello sceicco, Siddiq Ubeydullah, e il terzo gruppo di 5 000 uomini era comandato da suo cognato lo sceicco Muhammad Said. I persiani non avevano armi così buone come i ribelli e i curdi presto catturarono Mahabad e Maragheh, sebbene poi non catturarono la strategica città di Tabriz e si impegnarono invece nei saccheggi delle aree catturate. Lo sceicco Ubeydullah venne personalmente coinvolto nelle battaglie solo due settimane dall'inizio della rivolta e fu in carica contro la città di Urmia. La popolazione sciita della città non volle arrendersi allo sceicco sunnita, che non poté catturarla. Abdulkadir Ubeydullah dovette ritirarsi dalle forze persiane provenienti da Tabriz e tornò a Mahabad, che poté trattenere solo per pochi giorni. Dopo otto settimane di combattimento, i curdi dovettero ritirarsi e lo sceicco Ubeydullah tornò a Nehri. Ubeydullah alla fine si recò a Istanbul chiedendo il supporto diplomatico dall'Impero ottomano. In seguito gli ottomani avviarono ampi negoziati con i persiani su come risolvere il conflitto. Gli ottomani, nonostante la sua rivolta contro di loro nel 1879, non volevano perdere la possibilità di contare sulle truppe dello sceicco Ubeydullah in un'eventuale futura guerra contro i persiani. Dopotutto, lo sceicco Ubeydullah era in grado di raccogliere una notevole quantità di truppe. Entrambe le parti, sia gli ottomani che i persiani, chiesero dall'altra parte le riparazioni a causa delle perdite subite durante le rivolte di Ubeydullah.

## Conseguenze
Nell'agosto 1882, lo sceicco Ubeydullah perse le sue speranze di ottenere la libertà del suo popolo mediante negoziati, lasciò Istanbul e tornò a Nehri, la sua città natale. Gli ottomani mandarono a catturare lo sceicco Ubeydullah nell'ottobre 1882, poiché percepirono molta pressione da parte delle potenze europee, a causa del trattamento che Ubeydullah riservava ai cristiani nestoriani. Fu catturato, riportato a Istanbul e da lì esiliato nell'Hejaz.

## Eredità
Nelle parole del curdologo e iranologo Garnik Asatrian: